# 社会主义工人 (新西兰)
社会主义工人（英語：Socialist Worker，缩写为SW）是新西兰历史上的一个托洛茨基主义组织。
该组织由社会主义工人组织演变而来。该组织参与团结联盟、联合联盟、气候行动、反戰運動以及“委内瑞拉奥特亚罗瓦团结团队”的活动。该组织开设一个定期更新的博客，名为“团结奥特亚罗瓦”。
该组织是国际社会主义倾向的成员。2007年5月1日，它向国际社会主义倾向提交一份“五一声明”，呼吁积极参与委内瑞拉革命。
2007年2月，在该组织的全国会议上，通过一份十点纲领“我们的立场”。2008年，一些社会主义工人成员脱离组织，成立社会主义奥特亚罗瓦。2012年1月，该组织召开会议，决定解散。